# Чугуївський молочний завод
ПАТ «Чугуївський молочний завод» — сироробний завод, розташований у м. Чугуїв Харківської області. Середньооблікова чисельність працівників облікового складу — 60 осіб. Фонд оплати праці за 2011 р. — 1 598,6 тис. грн. Основними акціонерами підприємства є заступник голови правління Максюк Євдокія Олексіївна, яка володіє 55,99 %, голова правління Максюк Сергій Миколайович, який володіє 23,49 % та Зачепило Олександр Васильович, який володіє 10 % акцій.

## Опис підприємства
Підприємство складається з таких структурних підрозділів: молочний цех, маслоцех, допоміжне виробництво. Усі підрозділи знаходяться на території підприємства у м. Чугуїв на вул. Рєпіна, 7.

## Продукція
ПАТ «Чугуївський молочний завод» виробляє такі види продукції: молоко оброблене рідке, масло вершкове, сири кисломолочні, сири сичужні, кисломолочні продукти, спреди та суміші.